# 韓萬象
韓萬象（1570年12月26日—17世紀），字元虚，號春宇，山西太原人。明朝政治人物。

## 生平
万历十三年（1585年）乙酉科舉人，二十九年（1601年）辛丑科进士，吏部觀政，任丹阳县知县，三十七年入爲禮部主客司主事，三十九年升祠祭司员外郎，四十年丁憂。四十五年京察。天啓元年降補長蘆運判，二年升主客司主事，四年升儀制司员外郎，歴任山西易州道參議，天启五年（1655年）以門户被削籍爲民。崇禎時起復，官至山東參政。